# Двинско-Мезенская равнина
Двинско-Мезенская равнина (также известна как Онего-Двинско-Мезенская равнина) - низменная равнина на севере Европейской части России, относится к северной покатости Восточно-Европейской равнины. Вместе с Печорской низменностью иногда объединяется в Северо-Русскую низменность. Равнина ограничена Карелией на западе (Андомская возвышенность и кряж Ветреный Пояс) и Тиманским кряжем на востоке, Белым морем на севере и возвышенностью Северные Увалы на юге.

## Рельеф и геологическое строение

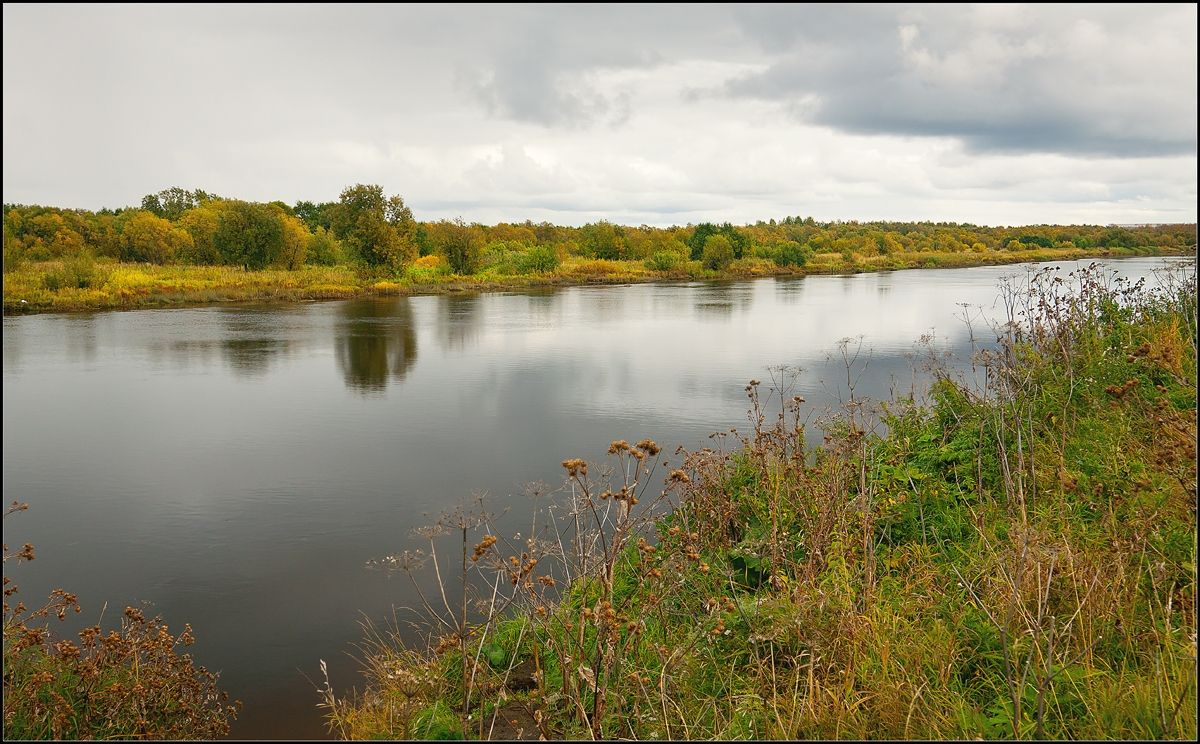
Река Юрас (бассейн Северной Двины)

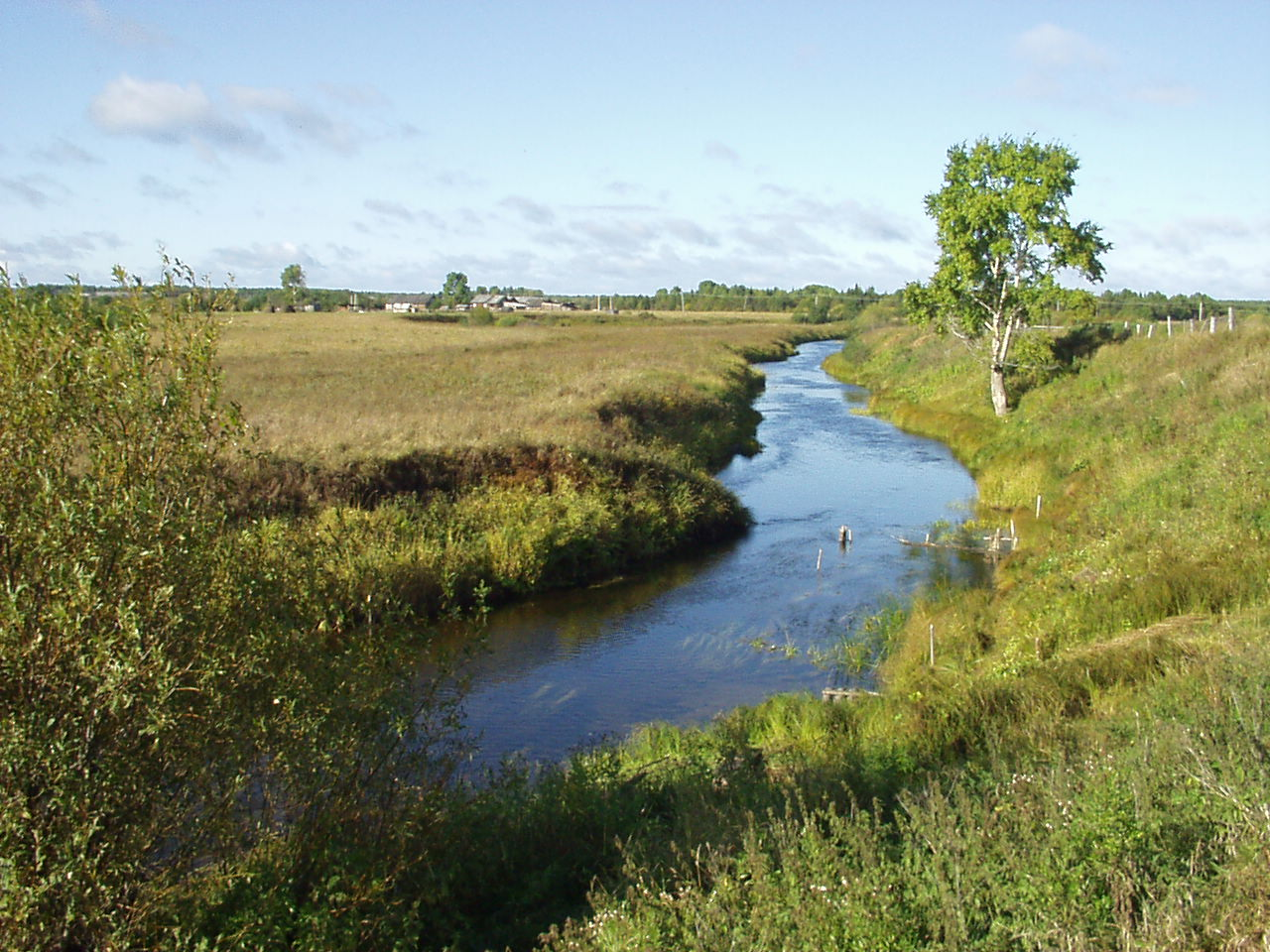
Река Пукса, (бассейн Северной Двины)

Равнина приурочена к Мезенской синеклизе Русской плиты. Равнина расчленена широкими доледниковыми ложбинами, по которым протекают многоводные реки – Северная Двина, Мезень и их притоки. В северо-западной части её наблюдаются свежие следы пребывания Валдайского ледника: холмистые конечноморенные гряды, озера, зандровые поля. На юго-востоке ледниковые формы рельефа размыты, а водоразделы сильно уплощены. На Онежско-Двинском водоразделе и Кулойском плато в карбонатных и гипсовых породах палеозоя развиты карстовые провалы, известны крупные пещеры. В северо-восточной части равнины распространены вечная мерзлота (Мезенская тундра).

## Климат и почвы
Равнина расположена примерно на одной широте с Карелией, но восточнее её, поэтому климат здесь более континентальный: средняя температура января от –12° на западе до –16° на востоке, средняя температура июля от 13-14° на севере до 18° на юго-западе. С равнинным рельефом связана заболоченность территории, преобладание в почвенном покрове подзолисто-болотных и глеево-подзолистых почв. Типичные подзолистые почвы и подзолы распространены только в юго-западной половине равнины.

## Растительный мир
На севере Двинско-Мезенской равнины распространена северная тайга, на юге - средняя. Главной лесообразующей породой служит ель. Наблюдается примесь сибирских хвойных пород: лиственницы Сукачева и пихты сибирской (на юго-востоке). Леса провинции интенсивно разрабатываются. Важную роль для лесосплава играет Северная Двина с притоками. По речным долинам расстилаются прекрасные по урожайности и качеству сена заливные луга. Земледелие значительно развито только в юго-западной трети равнины.